# زنبوریان دشتی
زنبوریان دشتی (نام علمی: Polistinae) نام یک زیرخانواده از خانواده زنبوران است.